# Tersannes
Tersannes település Franciaországban, Haute-Vienne megyében. Lakosainak száma 128 fő (2022. január 1.). Tersannes Azat-le-Ris, La Bazeuge, Dinsac, Lussac-les-Églises, Magnac-Laval és Verneuil-Moustiers községekkel határos.

## Népesség
A település népessége az elmúlt években az alábbi módon változott:
| Lakosok száma | 140  | 137  | 138  | 137  | 135  | 133  | 130  | 128  |
|               | 2013 | 2015 | 2017 | 2018 | 2019 | 2020 | 2021 | 2022 |